# Australische Kastanie
Die Australische Kastanie oder der Bohnenbaum (Castanospermum australe) ist eine Pflanzenart in der Unterfamilie der Schmetterlingsblütler (Faboideae) innerhalb der Familie der Hülsenfrüchtler (Fabaceae). Sie ist in Queensland und New South Wales in Australien beheimatet. Es ist wohl die einzige Art der Gattung Castanospermum.
Diese Art wird in tropischen Ländern als Zierpflanze in Parks genutzt, sie kann auch als Zimmerpflanze verwendet werden. In Australien ist sie bekannt als „Moreton Bay Chestnut“ und „Black bean“, wegen der bohnenähnlichen Samen und dem dunklen Holz, sowie auch zur Unterscheidung von der Red bean (Dysoxylum mollissimum subsp. molle, Syn.: Dysoxylon muelleri).

## Beschreibung

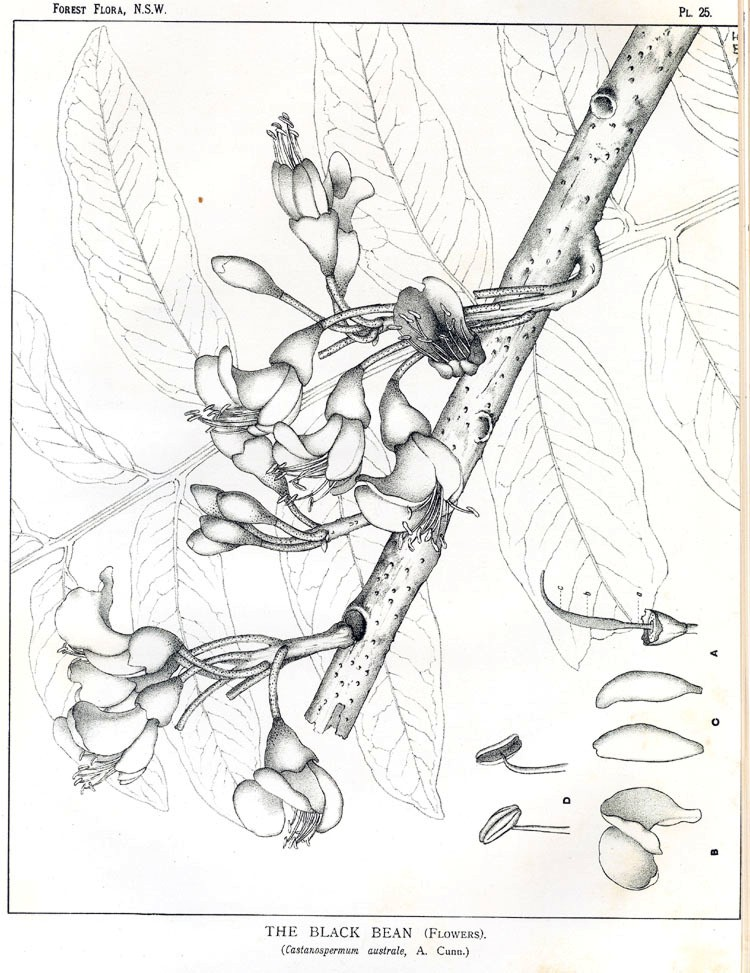
Illustration der Blüten

### Vegetative Merkmale
Castanospermum australe wächst als immergrüner, hoher Baum mit dichter Krone, der Wuchshöhen bis über 35 Meter und Stammdurchmesser bis über 1,5 Meter erreicht. Die oberirdischen Pflanzenteile sind meist unbehaart, kahl. Die Borke ist relativ glatt und gräulich bis bräunlich.
Die wechselständigen und gestielten Laubblätter sind 30 bis 60 cm lang und unpaarig gefiedert. Die 9 bis 17 kurz gestielten, spitzen bis zugespitzten oder bespitzten, kahlen, ledrigen Blättchen sind bei einer Länge von 7 bis 20 cm und Breite von 3 bis 5 cm mehr oder weniger eiförmig bis länglich-elliptisch oder verkehrt-eiförmig mit ganzem Rand. Der Blattstiel ist 3 bis 6 cm lang und die Stiele der Blättchen sind 3 bis 6 mm lang. Die Blättchenoberseite ist glänzend und die Unterseite ist heller und matt. Die Nebenblätter sind klein.

### Generative Merkmale
Der am alten Holz, also ast- und stammblütig, kauli-, ramiflor gebildete, traubige Blütenstand ist meist 5 bis 15 cm lang. Die Tragblätter sind klein. Der Blütenstiel ist 2 bis 3,5 cm lang und oben mit einem „Gelenk“. Die zwittrigen, recht großen Schmetterlingsblüten sind zygomorph und fünfzählig. Es ist ein Blütenbecher vorhanden. Die fünf gelben etwa 10 mm langen Kelchblätter sind becherförmig verwachsen und enden in kurzen, breiten Kelchzipfeln. Die fünf zuerst gelben, dann orangefarbenen bis später roten Kronblätter bilden eine 3 bis 4 cm lange Krone. Das größte Kronblatt ist die herzförmige Fahne, sie ist genagelt und zurückgebogen. Die zehn freien Staubblätter überragen die Kronblätter. Der mittelständige, abgeflachte Fruchtknoten ist länglich und langgestielt, gynophor, der erst grüne, dann rote  Griffel ist leicht gebogen.
Die Blütezeit liegt im australischen Frühling von Oktober bis November. Die Nektarproduktion lockt Vögel, Fledertiere und Schmetterlinge an.
Die etwas aufgeblasene, holzig-ledrige und bespitzte Hülsenfrucht weist eine Länge von 10 bis 25 cm und einen Durchmesser von 4 bis 6 cm auf, ist bei Reife braun und enthält selten einen, meist drei bis fünf Samen, die durch ein schwammiges Gewebe voneinander getrennt sind. Die großen, eiförmigen bis ellipsoiden und glatten Samen sind braun, 3 bis 4,5 cm groß und wiegen etwa 30 Gramm.
Blätter und Samen sind giftig für Haustiere.

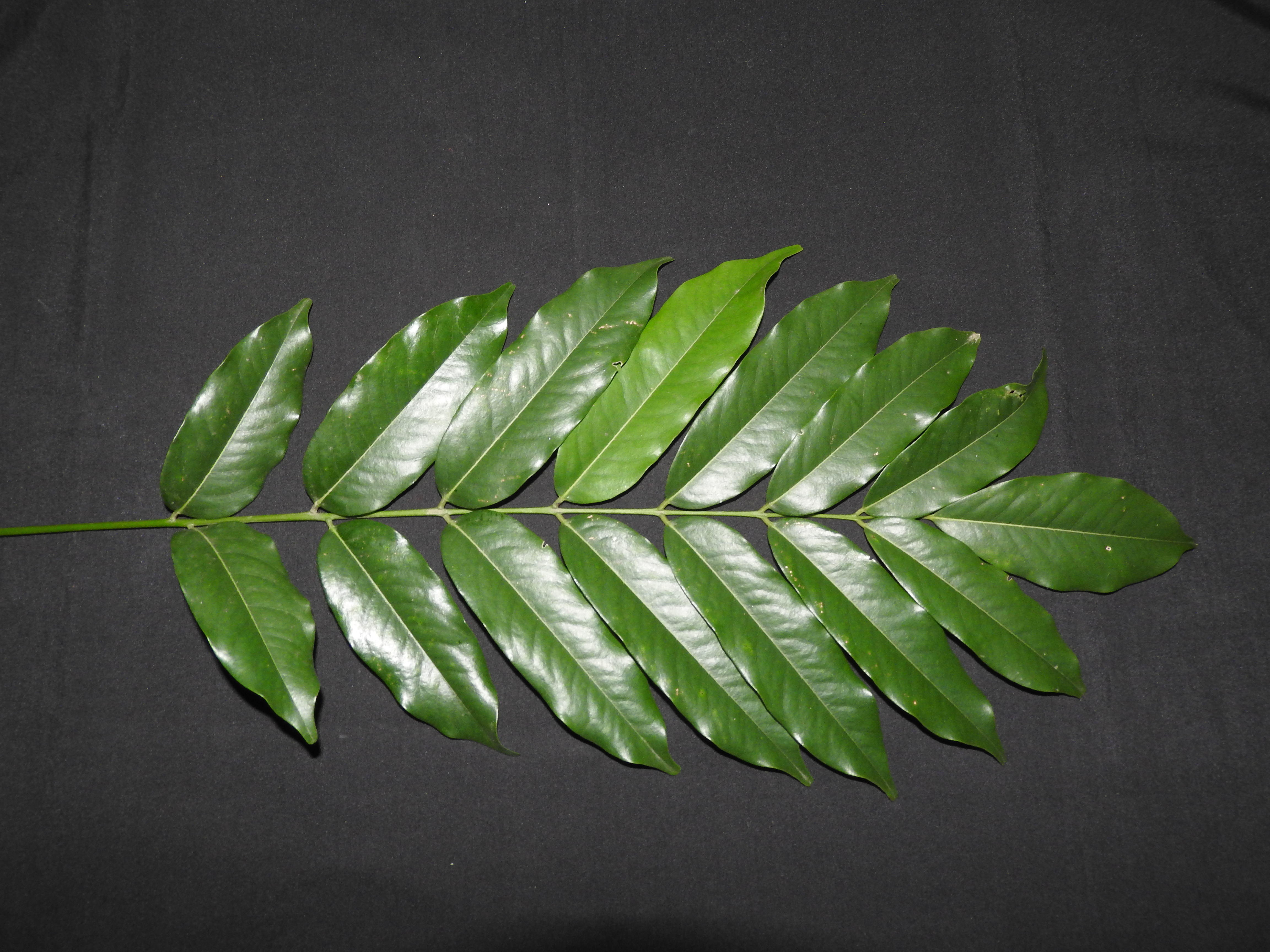
Gefiedertes Blatt
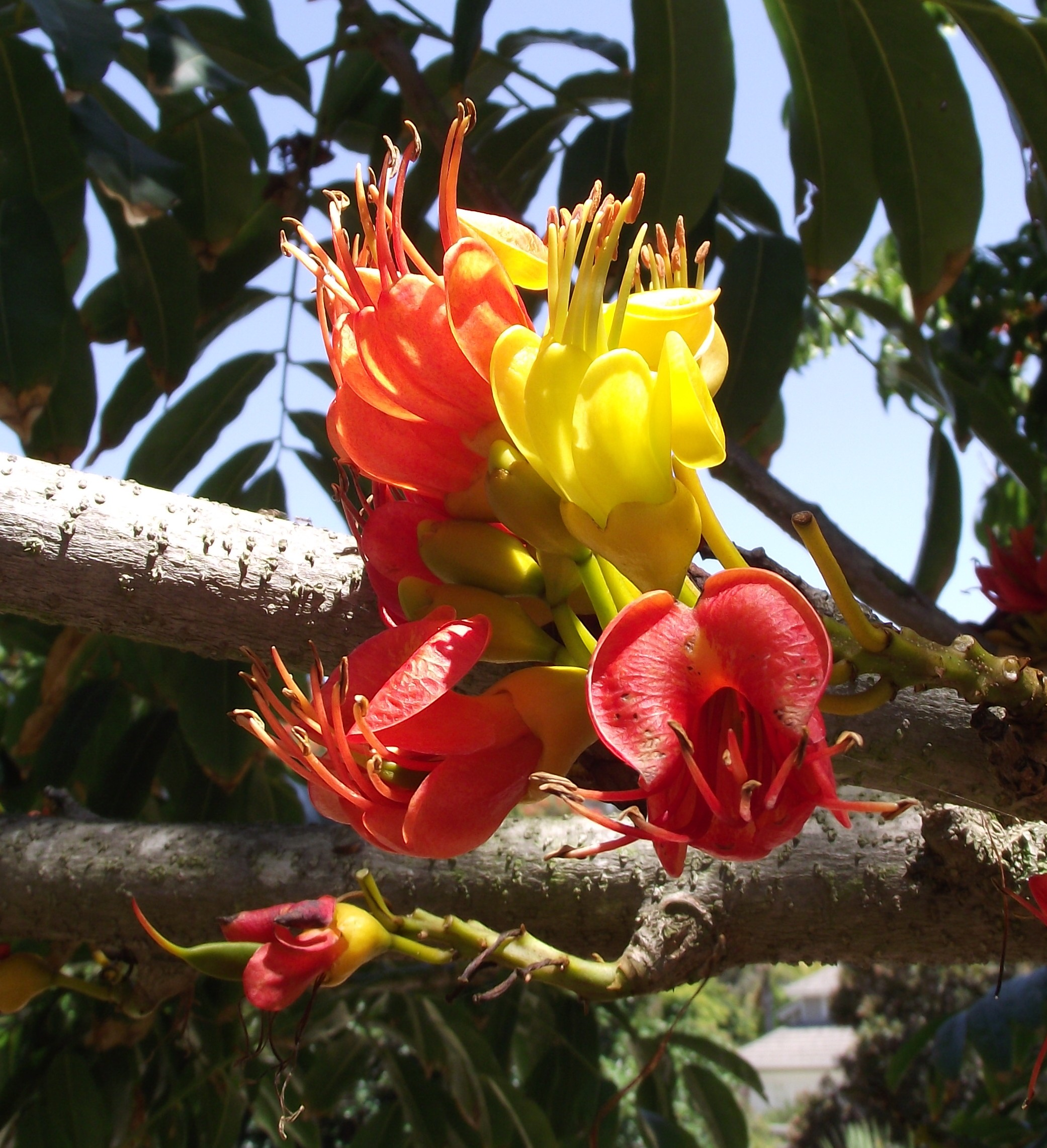
Blütenstand
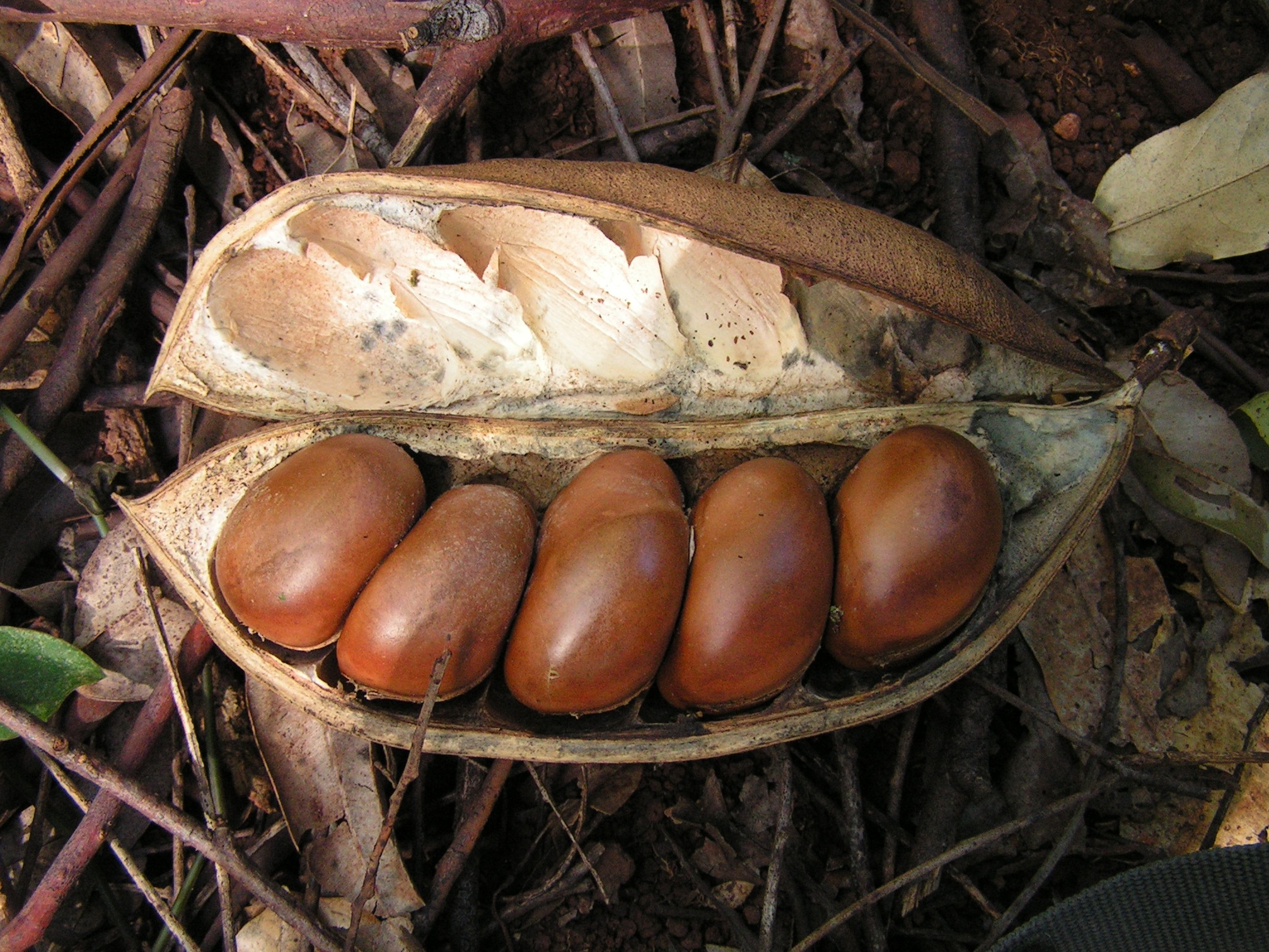
Offene Hülsenfrucht mit Samen

## Vorkommen
Castanospermum australe gedeiht in den subtropischen und tropischen Küsten-Regenwäldern und Stränden in Australien von der Umgebung von Lismore in New South Wales bis zur Iron Range, Kap-York-Halbinsel der Küste Queenslands und 160 km nach Westen bis zu den Bunya Mountains. Sie wächst auf feuchten, nährstoffreichen, gut drainierten Böden auf den Terrassen der Berge oder entlang der Ufer von Fließgewässern. Sie wird auch in Neukaledonien und Vanuatu gefunden.

## Nutzung

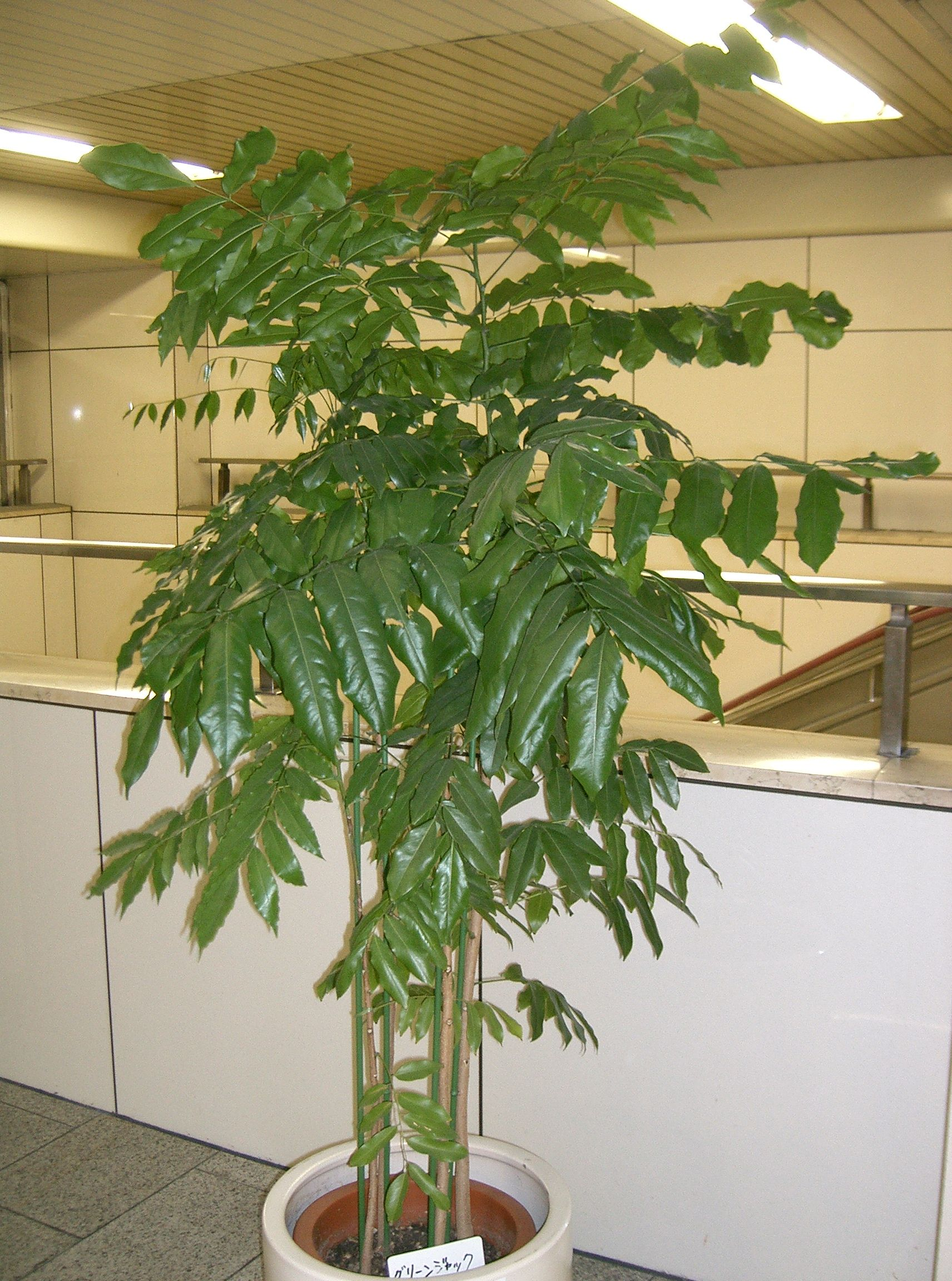
Die Australische Kastanie als Zimmerpflanze

Castanospermum australe ist ein guter Schattenbaum in Parks und Gärten. Durch sein starkes Wurzelsystem kann er auch als Erosionsschutz für Flussufer verwendet werden. Er ist auch eine robuste Zimmerpflanze.
Die Samen von Castanospermum australe können auf Grund ihres hohen Saponingehaltes nur gegart gegessen werden. Sie sollten am besten auch einige Zeit vorgewässert werden. Sie wurden früher von den Aborigines genutzt. Die medizinischen Wirkungen wurden untersucht.
Das harte, recht schwere und beständige, schöne Holz wird vielseitig verwendet.

## Taxonomie
Die gültige Erstbeschreibung von Castanospermum australe erfolgte 1830 durch Allan Cunningham und Charles Fraser in William Jackson Hooker: Botanical Miscellany, 1, S. 241, Tafel 51 und 52. Der Name Castanospermum australe wurde schon von Allan Cunningham in Robert Mudie: The Picture of Australia:…, Whittaker, Treacher, and Co., S. 149 im September 1829 etwas früher, aber ungültig veröffentlicht.